# Torneo de las Cuatro Naciones 1907

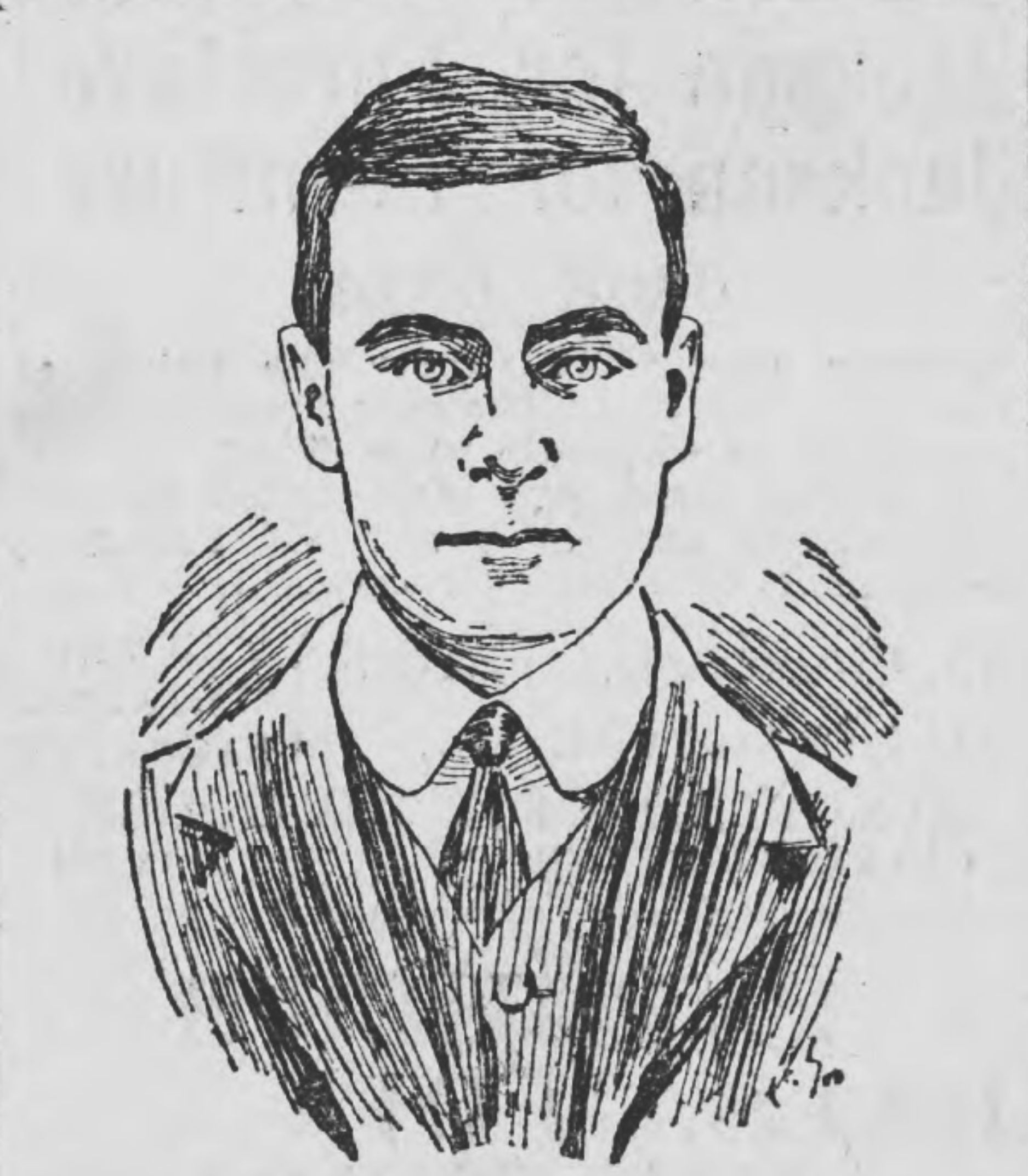
El escocés Patrick Munro.

El Torneo de las Cuatro Naciones de 1907 (Home Nations Championship 1907) fue la 25.ª edición del principal Torneo de rugby del Hemisferio Norte.
El campeonato fue ganado por la selección de Escocia.

## Clasificación
| Lugar | Selección  | Partidos | Partidos | Partidos  | Partidos | Puntos  | Puntos    | Puntos | Tabla de puntos |
| Lugar | Selección  | Jugados  | Ganados  | Empatados | Perdidos | A favor | En contra | dif.   | Tabla de puntos |
| ----- | ---------- | -------- | -------- | --------- | -------- | ------- | --------- | ------ | --------------- |
| 1     | Escocia    | 3        | 3        | 0         | 0        | 29      | 9         | +20    | 6               |
| 2     | Gales      | 3        | 2        | 0         | 1        | 54      | 6         | +48    | 4               |
| 3     | Irlanda    | 3        | 1        | 0         | 2        | 20      | 53        | -33    | 2               |
| 4     | Inglaterra | 3        | 0        | 0         | 3        | 12      | 47        | -35    | 0               |

## Resultados
| 12 de enero | Gales | 22 - 0 | Inglaterra | Swansea, |  |

| 2 de febrero | Escocia | 6 - 3 | Gales | Edimburgo, |  |

| 9 de febrero | Irlanda | 17 - 9 | Inglaterra | Dublín, |  |

| 23 de febrero | Escocia | 15 - 3 | Irlanda | Edimburgo, |  |

| 9 de marzo | Gales | 29 - 0 | Irlanda | Cardiff, |  |

| 16 de marzo | Inglaterra | 3 - 8 | Escocia | Londres, |  |

## Premios especiales
- Triple Corona:  Escocia
- Copa Calcuta:  Escocia